# Talen Horton-Tucker
Talen Jalee Horton-Tucker (Chicago, 25 de novembro de 2000) é um jogador norte-americano de basquete profissional que atualmente joga no Chicago Bulls da National Basketball Association (NBA).
Horton-Tucker jogou basquete universitário em Iowa State e foi selecionado pelo Orlando Magic como a 46º escolha geral no draft da NBA de 2019.

## Primeiros anos
Nascido em Chicago, Horton-Tucker foi criado no lado norte da cidade. Ele frequentou a St. Matthias Elementary School em Chicago, onde teve sua camisa número 5 aposentada.

## Carreira no ensino médio
Horton-Tucker jogou na Simeon Career Academy, onde ajudou a equipe a ganhar três títulos consecutivos. Um recruta de quatro estrelas no ranking da ESPN, ele se comprometeu com Iowa State em outubro de 2017.
| Nome | Cidade Natal                           | Escola/Universidade | Altura             | Peso            | Data da revisão       |
| --- | -------------------------------------- | ------------------- | ------------------ | --------------- | --------------------- |
| Talen Horton-Tucker SF | Chicago, IL                            | Simeon (IL)         | 6 ft 5 in (1.96 m) | 220 lb (100 kg) | 26 de Outubro de 2017 |
| Talen Horton-Tucker SF | Recrutamento: Rivals: 247sports: ESPN: |                     |                    |                 |                       |
| Classificação geral de novatos: 247Sports: 65º \| Rivals: 33º \| ESPN: 66º |                                        |                     |                    |                 |                       |
| - Nota: Em muitos casos, Scout, Rivals, 247Sports e ESPN podem entrar em conflito em suas listas de altura e peso, nestes casos, a média foi obtida. A ESPN mede os calouros numa escala de 0 a 100. - Fonte: |                                        |                     |                    |                 |                       |

## Carreira universitária
Em 20 de novembro de 2018, Horton-Tucker registrou 26 pontos, o recorde de sua carreira, e 14 rebotes, o recorde de sua carreira, na vitória contra Illinois. Como calouro, Horton-Tucker teve médias de 11,8 pontos, 4,9 rebotes, 2,3 assistências e 1,3 roubos de bola em 27 minutos. Ele se declarou para o draft da NBA de 2019 após sua temporada de calouro.

## Carreira profissional

### Los Angeles Lakers (2019–2022)
Em 20 de junho de 2019, Horton-Tucker foi selecionado pelo Orlando Magic como a 46ª escolha geral no draft da NBA de 2019. Ele foi negociado na noite do draft para o Los Angeles Lakers em troca de uma escolha da segunda rodada do draft de 2020. Em 13 de julho de 2019, Horton-Tucker assinou um contrato de 2 anos e US$2.4 milhões com os Lakers.
Ele recebeu um papel maior na equipe durante a bolha da NBA. Em 12 de setembro de 2020, Horton-Tucker marcou 9 pontos em 10 minutos no Jogo 5 das semifinais da Conferência Oeste, ajudando os Lakers a garantir uma vitória por 119-96 contra o Houston Rockets e avançar para a próxima rodada. Horton-Tucker ganhou um título da NBA quando os Lakers derrotaram o Miami Heat nas finais da NBA de 2020. Ele se tornou o segundo jogador mais jovem da história da NBA a vencer um título aos 19 anos e 322 dias.
Depois de uma forte pré-temporada, Horton-Tucker se tornou um jogador regular de rotação na temporada de 2020-21. Em 10 de janeiro de 2021, ele marcou 17 pontos, o recorde de sua carreira, na vitória por 120–102 sobre o Houston Rockets. Em 4 de fevereiro, ele marcou 17 pontos na vitória por 114–93 sobre o Denver Nuggets. Em 15 de março, ele teve 18 pontos, o recorde de sua carreira, e 10 assistências, o recorde de sua carreira, na vitória por 128-97 sobre o Golden State Warriors.
Em 11 de outubro de 2021, foi anunciado que Horton-Tucker seria submetido a uma cirurgia para reparar ligamentos rompidos em seu polegar direito, descartando-o por pelo menos quatro semanas. No prazo de negociação de 2022, Horton-Tucker quase foi negociado com o Toronto Raptors em uma troca de três equipes que também envolveria o New York Knicks. Em 7 de abril de 2022, ele marcou 40 pontos, o recorde de sua carreira, na derrota por 112–128 para o Golden State Warriors. Em uma decepcionante temporada de 2021-22 para o Lakers, Horton-Tucker teve médias de 10 pontos e 2,7 assistências.

### Utah Jazz (2022–2024)
Em 25 de agosto de 2022, Horton-Tucker foi negociado, ao lado de Stanley Johnson, para o Utah Jazz em troca de Patrick Beverley.
Em 19 de outubro, Horton-Tucker fez sua estreia pelo Jazz e registrou três pontos e duas roubadas de bola na vitória por 123–102 sobre o Denver Nuggets. Em 29 de março de 2023, ele marcou 41 pontos, o recorde de sua carreira, na vitória por 128–117 sobre o San Antonio Spurs.

### Chicago Bulls (2024–Presente)
Em 5 de setembro de 2024, Horton-Tucker assinou um contrato com o Chicago Bulls.

## Estatísticas da carreira

### NBA

#### Temporada regular
| Ano      | Equipe      | PJ  | PT | MPJ  | AP   | 3P   | LL   | RT  | AS  | BR  | TO | PPJ  |
| -------- | ----------- | --- | -- | ---- | ---- | ---- | ---- | --- | --- | --- | -- | ---- |
| 2019–20† | L.A. Lakers | 6   | 1  | 13.5 | .467 | .308 | .500 | 1.2 | 1.0 | 1.3 | .2 | 5.7  |
| 2020–21  | L.A. Lakers | 65  | 4  | 20.1 | .458 | .282 | .775 | 2.6 | 2.8 | 1.0 | .3 | 9.0  |
| 2021–22  | L.A. Lakers | 60  | 19 | 25.2 | .416 | .269 | .800 | 3.2 | 2.7 | 1.0 | .5 | 10.0 |
| 2022–23  | Utah        | 65  | 20 | 20.2 | .419 | .286 | .750 | 3.2 | 3.8 | .6  | .4 | 10.7 |
| 2023–24  | Utah        | 51  | 11 | 19.8 | .396 | .330 | .807 | 2.4 | 3.5 | .9  | .4 | 10.1 |
| Carreira | Carreira    | 247 | 55 | 19.7 | .431 | .295 | .726 | 2.5 | 2.7 | .9  | .3 | 9.1  |

#### Play-In
| Ano  | Equipe      | PJ | PT | MPJ | AP   | 3P   | LL | RT | AS | BR  | TO | PPJ |
| ---- | ----------- | -- | -- | --- | ---- | ---- | -- | -- | -- | --- | -- | --- |
| 2021 | L.A. Lakers | 1  | 0  | 5.8 | .500 | .500 | –  | .0 | .0 | 1.0 | .0 | 3.0 |

#### Playoffs
| Ano      | Equipe      | PJ | PT | MPJ  | AP   | 3P   | LL   | RT  | AS | BR  | TO | PPJ |
| -------- | ----------- | -- | -- | ---- | ---- | ---- | ---- | --- | -- | --- | -- | --- |
| 2020†    | L.A. Lakers | 2  | 0  | 8.5  | .500 | .400 | —    | 2.5 | .0 | 1.0 | .0 | 7.0 |
| 2021     | L.A. Lakers | 4  | 0  | 12.0 | .458 | .200 | .600 | 3.5 | .5 | .3  | .0 | 6.5 |
| Carreira | Carreira    | 6  | 0  | 10.2 | .479 | .300 | .600 | 3.0 | .2 | .6  | .0 | 6.7 |

### Universitário
| Ano     | Equipe     | PJ | PT | MPJ  | AP   | 3P   | LL   | RT  | AS  | BR  | TO | PPJ  |
| ------- | ---------- | -- | -- | ---- | ---- | ---- | ---- | --- | --- | --- | -- | ---- |
| 2018–19 | Iowa State | 35 | 34 | 27.2 | .406 | .308 | .625 | 4.9 | 2.3 | 1.3 | .7 | 11.8 |

Fonte: